# Elaphropeza lii
Elaphropeza lii är en tvåvingeart som först beskrevs av Yang 1990.  Elaphropeza lii ingår i släktet Elaphropeza och familjen puckeldansflugor. Inga underarter finns listade i Catalogue of Life.